# Socialni šovinizem
Izraz socialni šovinizem se je pojavil ob izbruhu prve svetovne vojne, ko so socialdemokrati na obeh straneh glasovali za vojne kredite in podprli svoje lastne imperialistične dežele pod retoriko domoljubja. 
Po takšni definiciji je socialni šovinizem socialni, ker navkljub podpori imperialističnim ambicijam lastne dežele ohranja elemente razredne retorike; pridevnik socialni obdrži, ker se še vedno razglaša za zaveznika delavskega razreda. Socialni šovinizem je šovinistični, ker zagovarja imperialistično politiko, ker ne razkrinka, da se pod domoljubnimi frazami »obrambe domovine« skrivajo predvsem interesi imperialistične buržoazije. Lenin je za socialne šoviniste uporabljal besedno zvezo »socialisti na jeziku, imperialisti v dejanju«.

## Zgodovinski pregled
Vzpon socialnega šovinizma je tesno povezan z razcepom med zmernim in revolucionarnim krilom socialne demokracije (je pa socialni šovinizem obstajal že prej). Ta ločitev se je zgodila ob začetku prve svetovne vojne. Temeljni prevrat se je zgodil pri vprašanju vojnih kreditov in splošne podpore vojni pod imenom domoljubja. V Franciji je takšna podpora socialdemokratov bila znana pod imenom »Sveta zveza« (v izvirniku: »union sacrée«), v Nemčiji pa je taka podpora vojni nosila ime »Burgfriedenspolitik«. V Rusiji so podobno pozicijo zavzeli menjševiki.  
Takšna politična linija je bila bistveno odstopanje od tudi uradne socialdemokratske linije, ki je prevladovala tudi tik pred začetkom prve svetovne vojne. To odstopanje se je prikazalo na dveh območjih: na odnosu do imperializma in odnosu do razrednega boja.
Evropska socialna demokracija je še tedne pred začetkom vojne izpostavljala, da konflikt med Centralnimi silami in Antanto (glavnima taboroma prve svetovne vojne) ni boj za obrambo domovine, ampak je povsem imperialističnega značaja; borbeno geslo je tudi po atentatu Franca Ferdinanda ostalo »Boj proti imperializmu!«. Ko je dejansko prišlo do vojne, pa so socialdemokrati spremenili svoja stališča; vprašanje imperializma so postavili na stran, so ga označili za problem, ki se ga bo razrešilo, ko se bo odpravila eksistenčna grožnja domovini. Boj proti imperializmu je zamenjala »obramba domovine«, boj proti domači imperialistični buržoaziji je bil prestavljen na »ugodnejše razmere«; razredni boj tako na nacionalnem kot internacionalnem nivoju (tj. boj proti imperialistični vojni) je nadomestil skupni boj naroda proti zunanjemu sovražniku, kritika imperializma lastne dežele pa je utihnila.

### Vpliv na razcep socialne demokracije
Nasprotovanja socialnemu šovinizmu v krogih socialne demokracije so bila v manjšini. V Nemčiji je na primer prvi poslanec socialne demokracije, ki je glasoval proti vojnim kreditom, bil Karl Liebknecht. V Rusiji je razkol med zmernim in revolucionarnim krilom socialne demokracije ob izbruhu vojne bil star že več kot desetletje; razkol med menjševiki (zmernim) in boljševiki (revolucionarnim krilom) je postal uraden že ob drugem kongresu ruske socialdemokratske partije leta 1903.
V Nemčiji je razkol med revolucionarnim in zmernim krilom obstajal že pred začetkom prve svetovne vojne. Rosa Luxemburg je, na primer, v teh letih več del posvetila boju proti reformizmu in revizionizmu; primer takšnih del so »Socialna reforma ali revolucija?« ter »Množična stavka, partija in sindikati.« Je pa ta razkol postal toliko bolj opazen in nevzdržen z začetkom vojne; to je tudi vodilo do odcepa revolucionarnega krila od socialne demokracije; revolucionarna frakcija se je v Nemčiji imenovala Spartakova zveza.

#### Vpliv socialnega šovinizma na razredni boj
Socialdemokratska podpora buržoazni in imperialistični državi ni bila omejena le na glasovanje v prid vojnim kreditom ter širjenje imperialistične (»domoljubne«) propagande. Nasprotno je vključevala tudi »premirje med proletariatom in buržoazijo«. V praksi je to pomenilo, da sedaj zmerna socialna demokracija ni vzpodbujala delavskega nasprotovanja kapitalu, ampak je ta antagonizem celo mirila. Takšno pozicijo je branila z retoričnim pristopom, da takšni razredni konflikti razdirajo narodno enotnosti in da se bodo razrešili po koncu vojne. Socialna demokracija navkljub svojim pozicijam ni zavrgla razredne retorike, ampak jo je spreobrnila sebi v prid; mir z buržoazijo je predstavila kot interes delavstva, saj naj bi oba razreda bila izpostavljena skupni zunanji nevarnosti.
Iz vidika razrednega boja, torej konflikta med delavskim razredom in kapitalom, je socialna demokracija zavzela pozicijo, da je to vprašanje neprimerno nasloviti v času vojne. Vprašanja, kot na primer imperializem, militarizem (vpliv vojske v družbenem življenju ter naslavljanje njene družbene vloge nasploh) in produkcija presežne vrednosti, so bila v očeh socialne demokracije drugotnega pomena; bila so celo nezaželena motnja. 
Zmerna in sporazumaška narava socialne demokracije je prišla najbolj do izraza tekom neuspele nemške revolucije leta 1918-1919. Socialna demokracija ne le, da ni podprla delavskih vstaj (npr. v Berlinu), ampak je tudi podprla desničarske milice, ki so redni vojski pomagale pri zadušitvi vstaje; pri tem je treba še dodati, da je tekom nemške revolucije minister za obrambo bil social demokrat Gustav Noske. 
Socialna demokracija je revoluciji nasprotovala tudi v bodočih letih; pri tem se je sklicevala na vrsto argumentov, kot na primer, da »razmerje moči« ni ugodno za revolucijo, kot tudi, da slednja uporablja nasilje, da se brani pred svojimi sovražniki. Primer takšne linije je Karl Kautsky, ki je leta 1919 izdal kritiko Oktobrske revolucije z naslovom »Terorizem in komunizem«; na to delo je leto kasneje Lev Trocki odgovoril z istoimensko polemiko.

## Teoretska podlaga
Socialni šovinizem kot premirje razrednega boja ter boja proti imperializmu je retorično sicer trdil, da so takšne pozicije le začasne, a se je s prevlado revizionizma v socialni demokraciji razvila teorija, ki si je prizadevala prikazati imperializem v pozitivni luči.
Eden izmed takšnih primerov je teorija ultra-imperializma Karla Kautskija. Ta teorija vleče analogijo iz koncentracije kapitala in monopolov, ki se porodijo iz konkurence. Na podoben način naj bi se tudi povezoval imperializem, s čimer naj se konflikti med imperialističnimi silami ne bi povečevali, ampak nasprotno pomirjali; po takšni teoriji naj bi se imperialistične sile povezale in skupaj izkoriščale kolonije, takšno stanje pa se imenuje ultra-imperializem (podobno kot veliki kapitalisti, ki omejujejo medsebojno tekmovanje tako, da se povežejo v monopole). Iz takšnega vidika ni potrebno nasprotovati imperializmu; sčasoma bo ta sam odpravil svoje vojne.
Takšno pojmovanje imperializma je problematično, ker nepravilno razume sodelovanje med imperialističnimi velesilami. Te so namreč v tekmovalnem odnosu; skupno nastopajo le nasproti večji in skupni grožnji (takšen primer sta boksarska vstaja v Kitajski in ruska državljanska vojna, ki je sledila oktobrski revoluciji). Vsakršna zavezništva med imperialističnimi silami so izključno pragmatičnega značaja. Ključni faktor pri določanju teh zavezništev (ter tudi vprašanja miru in vojne) je razmerje moči med imperialističnimi silami; ko se to razmerje spremeni, se premeša tudi zemljevid političnih zavezništev. Za odnose med imperialističnimi silami tako ni značilna tendenca k umirjanju konfliktov, ampak izmenjujoča obdobja premirij in vojn, ki so v dialektičnem odnosu; iz vojn izhajajo premirja, v premirjih pa trenja in spremembe v razmerjih moči med imperialističnimi silami vodijo v nove vojne, nakar se cikel ponovi.

### Nedosledno obsojanje imperializma
Socialni šovinizem, ki si je prizadeval obdržati razredno retoriko, si je prizadeval obdržati tudi videz kritičnosti do imperializma. Protislovje med podporo imperializmu lastne dežele ter retoričnemu nasprotovanju zločinom imperializma socialni šovinizem razreši tako, da ostane nadalje kritičen do imperialistične politike drugih dežel, ne pa tudi do svoje lastne dežele. Takšna enostranska kritika imperializma pomaga utrjevati ideološko pozicije socialnega šovinizma, da ta ne podpira domačega imperializma zaradi imperializma, ampak kot "narodno obrambo". 